# Helleborus purpurascens
Hellébore pourpre
Espèce
L'Hellébore pourpre (Helleborus purpurascens) est une espèce de plantes à fleurs de la famille des Renonculacées originaire d'Europe centrale.